# Amakasu-Zwischenfall

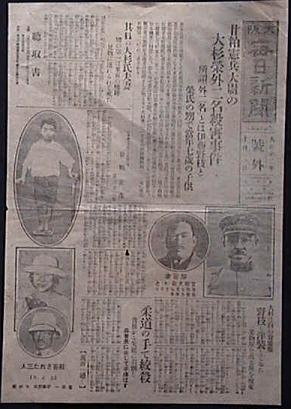
Seite der Zeitung Mainichi Shimbun über den Tod von Itō Noe und Ōsugi Sakae

Der Amakasu-Zwischenfall (jap. 甘粕事件 Amakasu jiken) ereignete sich am 16. September 1923 im Chaos, das dem großen Erdbeben von Kantō folgte.

## Bedeutung
Wie häufig in Japan zu beobachten war, brachen starke Feuer nach dem Erdbeben aus, denen mehr Menschen zum Opfer fielen als der Naturkatastrophe selbst. Über 140.000 Menschen starben. In der Folge gab es zahlreiche von der Regierung genährte Gerüchte, dass Randgruppen die Feuer gelegt hätten. Als Ergebnis dieser Verdächtigungen wurden koreanische und chinesische Arbeiter angegriffen, und die Polizei nutzte die Gelegenheit, um sozialistische und anarchistische Aktivisten zu ermorden. Darunter waren Ōsugi Sakae, Itō Noe und Sakaes sechs Jahre alter Neffe. Sie wurden von einer Truppe Militärpolizisten unter der Leitung von Leutnant Amakasu Masahiko verhaftet, in den Zellen der Kempeitai verprügelt, ermordet und in Strohmatten eingewickelt zur Verwesung in einen Brunnenschacht geworfen. 1931 war Amakasu an der Vorbereitung des Mukden-Zwischenfalls beteiligt, eine Tatsache, die dazu Anlass gibt, die verbreitete Behauptung, dass er auf höheren Befehl gehandelt habe, für glaubhaft zu halten.
Die Tötung von Anarchisten dieser hohen Bekanntheit, dazu mit einem jungen Kind, löste Überraschung und Zorn in ganz Japan aus.
Masahiko wurde von einem Militärgericht zu zehn Jahren Gefängnis verurteilt, erhielt nach drei Jahren Amnestie und wurde zur Militärpolizei in der Mandschurei überstellt. Kurz bevor im August 1945 die Rote Armee die Hauptstadt Mandschukuos Shinkyō eroberte, tötete er sich durch die Einnahme von Kaliumcyanid.

## Weiterführende Literatur
- Beverley Buehrer: Eros Plus Massacre (Erosu purasu gyakusatsu, 1969). Japanische Films: A Filmography and Commentary, 1921–1989. Jefferson, North Carolina und London, McFarland. ISBN 0-89950-458-2, S. 210–211.
- David Desser: Three Men Who Left Their Will on Film. Eros Plus Massacre: An Introduction to the Japanese New Wave Cinema. Bloomington and Indianapolis, Indiana University Press, 1988. ISBN 0-253-31961-7, S. 200–209.

## Film
Yoshishige Yoshida verfilmte 1969 den Zwischenfall unter dem Titel Eros + Gyakusatsu (エロス＋虐殺, Erosu purasu gyakusatsu; deutsch: „Eros plus Massaker“).